# Illmatic
Illmatic es el álbum de debut del rapero estadounidense Nas, lanzado el 19 de abril de 1994 por Columbia Records. Después de firmar con el sello con la ayuda de MC Serch, Nas grabó el álbum en 1992-1993 en Chung King Studios, Battery Studios, y Unique Recording Studios en Nueva York. Su producción estuvo a cargo de Nas, Large Professor, Pete Rock, Q-Tip, L.E.S., y DJ Premier. Diseñado como un álbum de hardcore hip hop, Illmatic cuenta con rimas internas de varias sílabas y narraciones basadas en las experiencias de Nas en las viviendas públicas de Queensbridge, Nueva York.
El álbum debutó en el #12 en el Billboard 200, vendiendo 59 000 copias en su primera semana. Sin embargo, sus ventas iniciales cayeron por debajo de las expectativas y sus cinco sencillos fracasaron en lograr un éxito significativo en las listas de éxitos. A pesar de las bajas ventas iniciales del álbum, Illmatic recibió excelentes críticas de la mayoría de los críticos de música, quienes elogiaron sus letras, producción y el lirismo de Nas. El 17 de enero de 1996, el álbum fue certificado oro por la Recording Industry Association of America, y en 2001 obtuvo la certificación de platino después del embarque de un millón de copias en los Estados Unidos.
Según el sitio web About.com Illmatic se posiciona como el #1 lugar de los mejores álbumes de Rap de la historia
Desde su recepción inicial, Illmatic ha sido reconocido por escritores y críticos de música como un hito del East Coast hip hop. Su influencia en posteriores artistas de hip hop se ha atribuido a la producción del álbum y el lirismo de Nas. También contribuyó al renacimiento de la escena del rap de la ciudad de Nueva York, introduciendo una serie de tendencias estilísticas a la región. El álbum sigue siendo uno de los discos más ampliamente celebrados en la historia del hip hop, apareciendo en numerosas listas de mejores álbumes de críticos y publicaciones.

## Concepción

### Antecedentes
Como adolescente, Nas optó por ejercer una carrera en el rap y reclutó a su mejor amigo, su vecino de Queensbridge (Queens) Willy "Ill Will" Graham, como DJ. Originalmente, Nas era conocido con el apodo de "Kid Wave" antes de adoptar su alias más conocido, "Nasty Nas". Los orígenes del Nas de Illmatic tienen grandes vínculos con Large Professor. A los quince años, Nas conoció al productor, dos años mayor que él, y fue presentado a Main Source, un grupo de hip hop del que Large Professor era miembro. Nas hizo su primera grabación con Main Source, colaborando en un verso de la canción "Live at the Barbeque" del álbum Breaking Atoms en 1991. En 1992 realizó su debut en solitario con el sencillo "Halftime" de la banda sonora de la película Zebrahead. Con este tema se dio a conocer, recibiendo incluso comparaciones con el legendario rapero Rakim. A pesar de todo, Nas tuvo que luchar para conseguir un contrato discográfico y fue rechazado por importantes compañías como Cold Chillin' Records y Def Jam Recordings. Nas y DJ "Ill Will" Graham continuaron trabajando juntos, pero su sociedad llegó a su fin cuando Graham fue asesinado en Queensbridge el 23 de mayo de 1992.
Mientras tanto, el grupo 3rd Bass se disolvió, y MC Serch, exmiembro del grupo, empezó a trabajar en un proyecto en solitario. A mediados de 1992, MC Serch se acercó a Nas. Por sugerencia del productor T-Ray, Serch colaboró con Nas en "Back to the Grill", sencillo del álbum en solitario de Serch, titulado Return of the Product. En la sesión de grabación de esta canción, Serch descubrió que Nas no tenía ningún contrato discográfico y, en consecuencia, contactó con Faith Newman, una ejecutiva A&R de Sony Music Entertainment. Como Serch relató:

## Lista de canciones
1. The Genesis
2. N.Y. State of Mind
3. Life's A Bitch
4. The World is Yours
5. Halftime
6. Memory Lane (Sittin' in da Park)
7. One Love
8. One Time 4 Your Mind
9. Represent
10. It Ain't Hard to Tell

## Singles y posiciones en lista

### Álbum
Posiciones en lista de la Billboard Magazine (EE. UU.)
| Año  | Lista                  | Posición (#) |
| ---- | ---------------------- | ------------ |
| 1994 | Billboard 200          | 12           |
| 1994 | Top R&B/Hip-Hop Albums | 2            |

### Sencillos
Posiciones en lista de la Billboard Magazine (EE. UU.)
| Sencillo                | Lista (1994–1995)                               | Posición (#) |
| ----------------------- | ----------------------------------------------- | ------------ |
| "Half Time"             | U.S. Billlboard Hot Rap Tracks                  | 8            |
| "It Ain't Hard to Tell" | Billboard Hot 100                               | 91           |
| "It Ain't Hard to Tell" | U.S. Billboard Hot R&B/Hip-Hop Singles & Tracks | 57           |
| "It Ain't Hard to Tell" | U.S. Billlboard Hot Rap Tracks                  | 13           |
| "The World is Yours"    | U.S. Billboard Hot R&B/Hip-Hop Singles & Tracks | 67           |
| "The World is Yours"    | U.S. Billlboard Hot Rap Tracks                  | 13           |
| "One Love"              | U.S. Billboard Hot R&B/Hip-Hop Singles & Tracks | 6            |
| "One Love"              | U.S. Billlboard Hot Rap Tracks                  | 24           |